# Commelinales

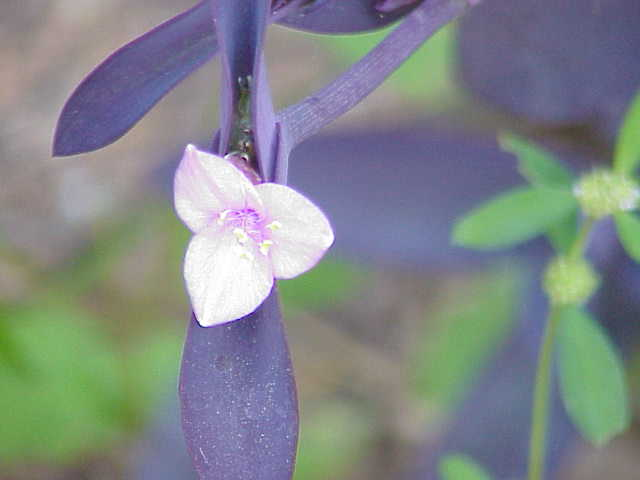
Flor de Tradescantia sp., uma commelinácea.

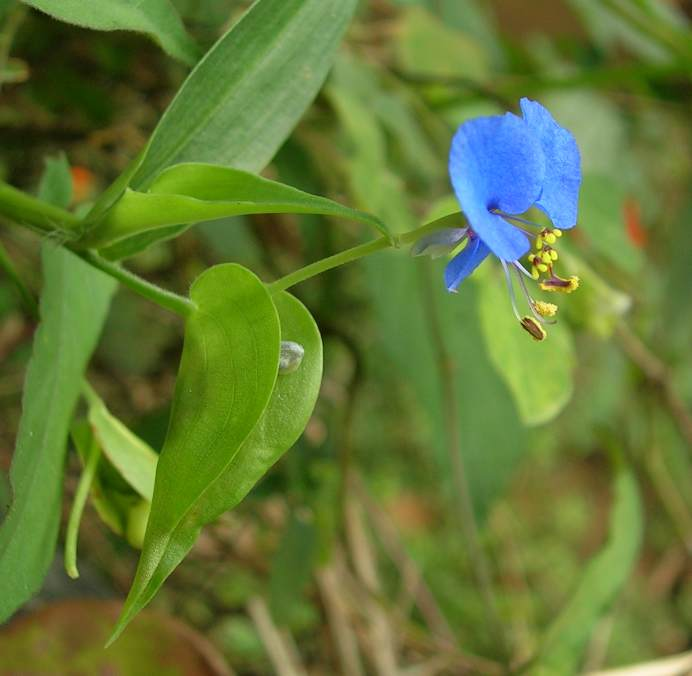
Folhas e flor de Commelina. A terceira pétala é pequena e inconspícua.

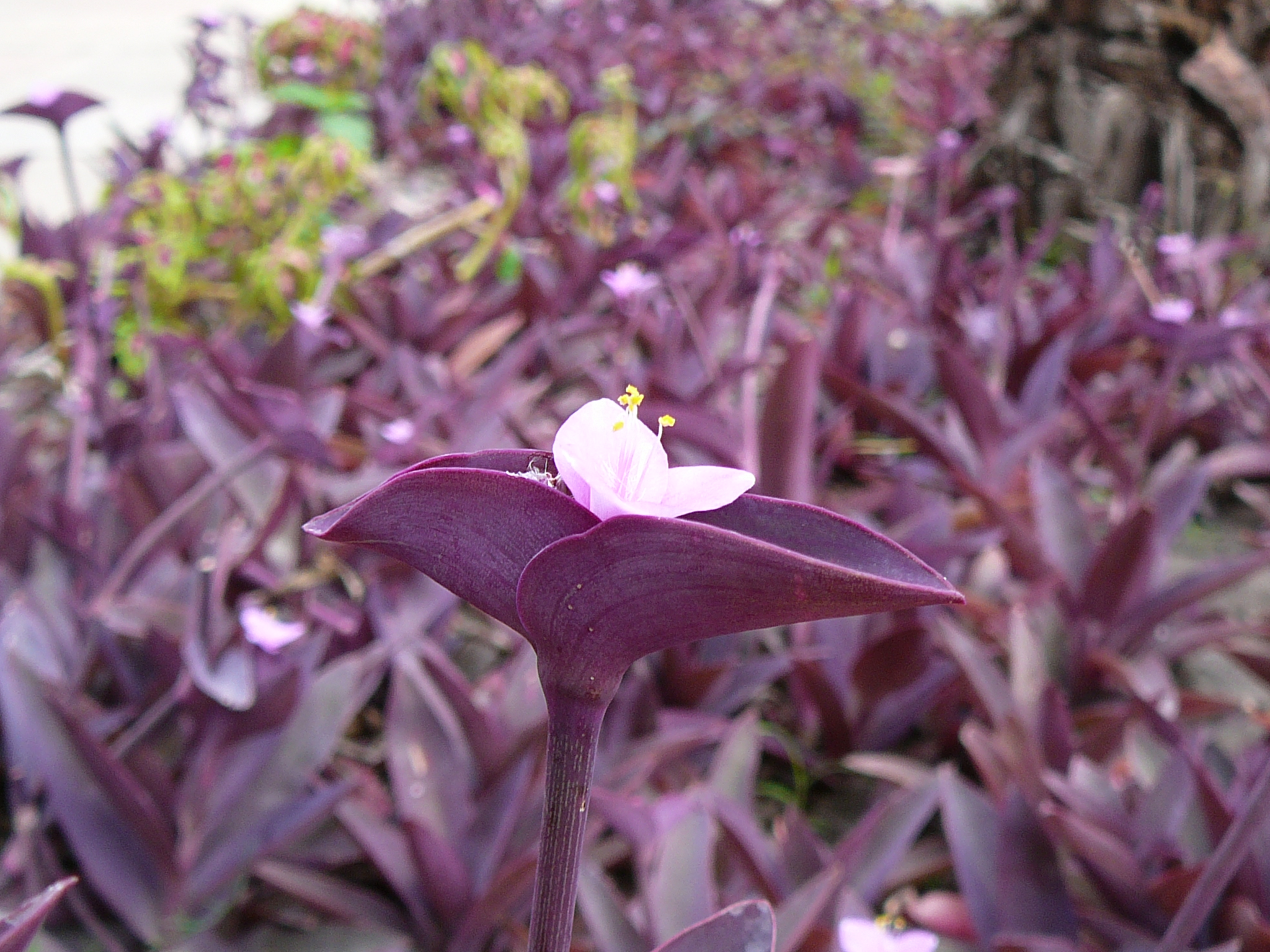
Flor encerrada por brácteas de Tradescantia pallida.

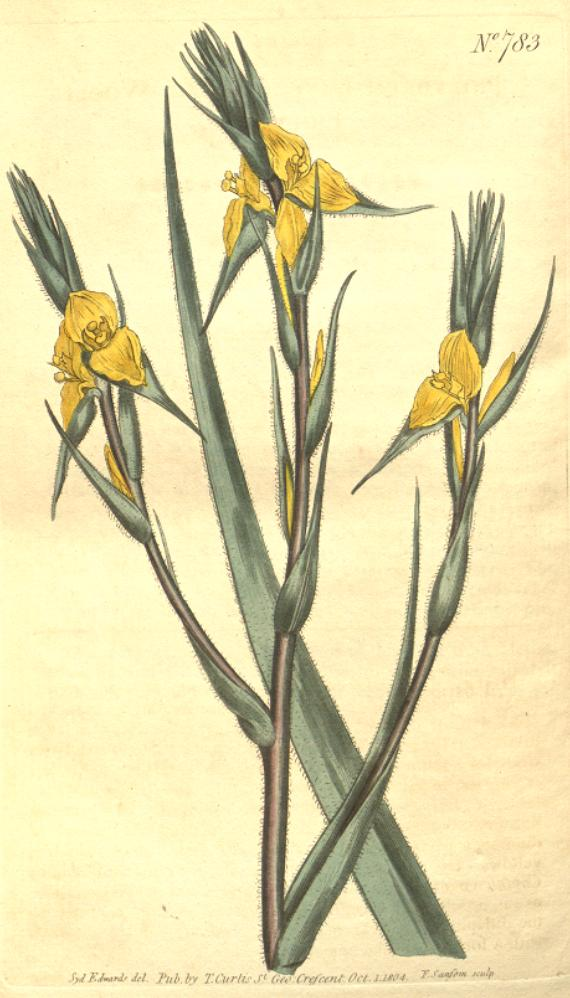
Philydrum lanuginosum.

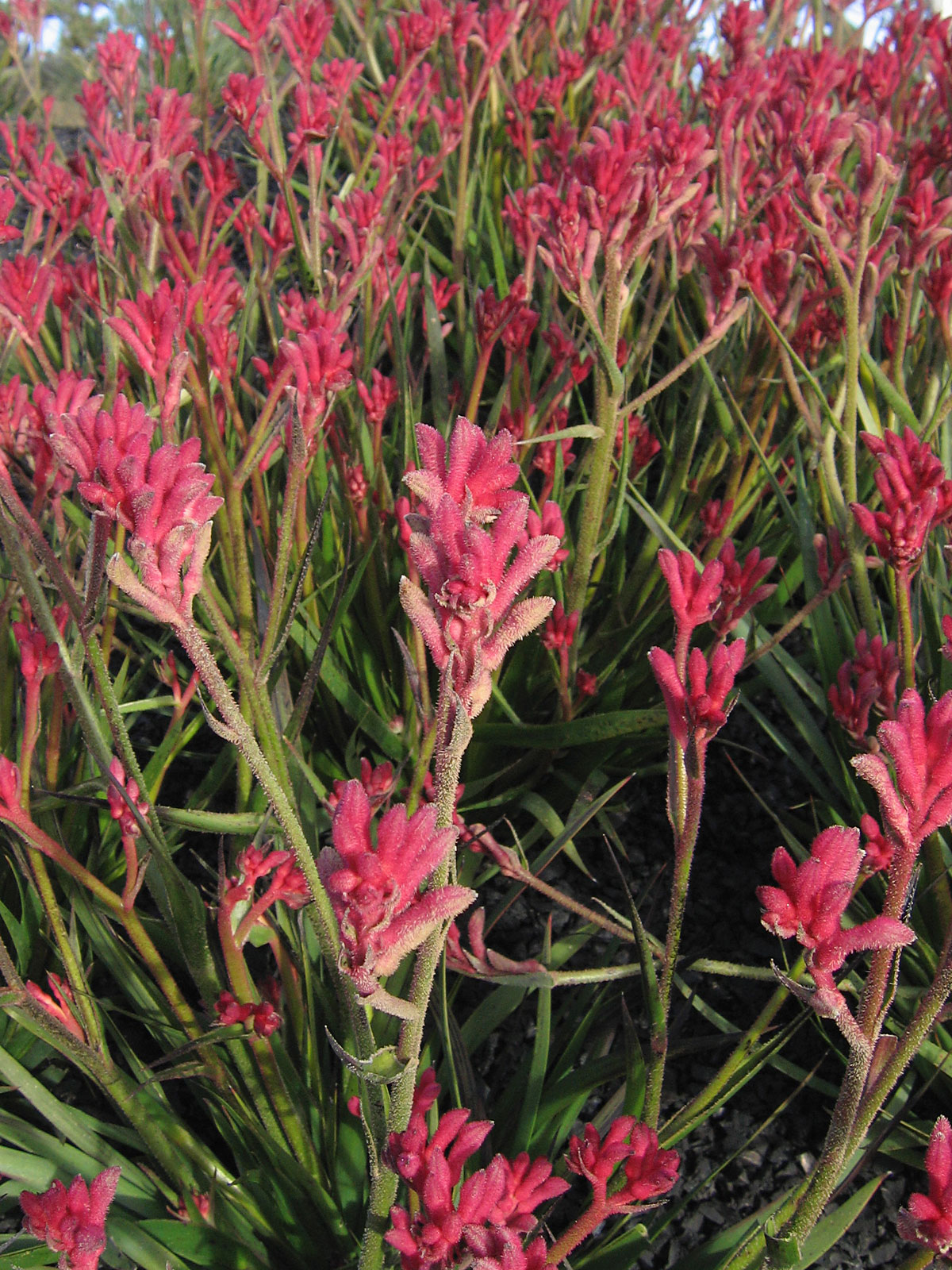
Anigozanthos sp.

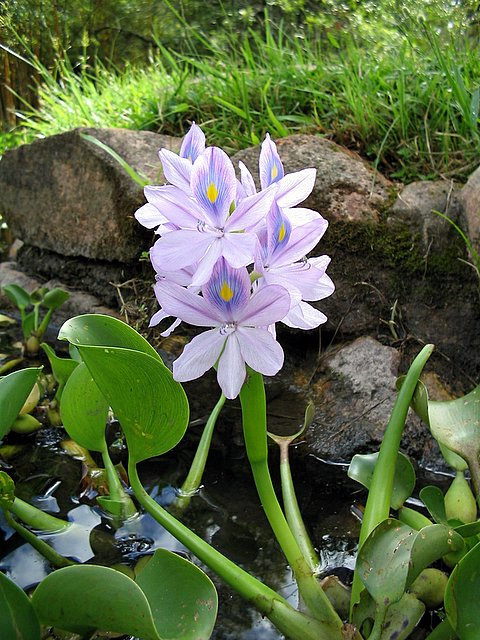
Hábito do jacinto-de-água (Eichhornia crassipes).

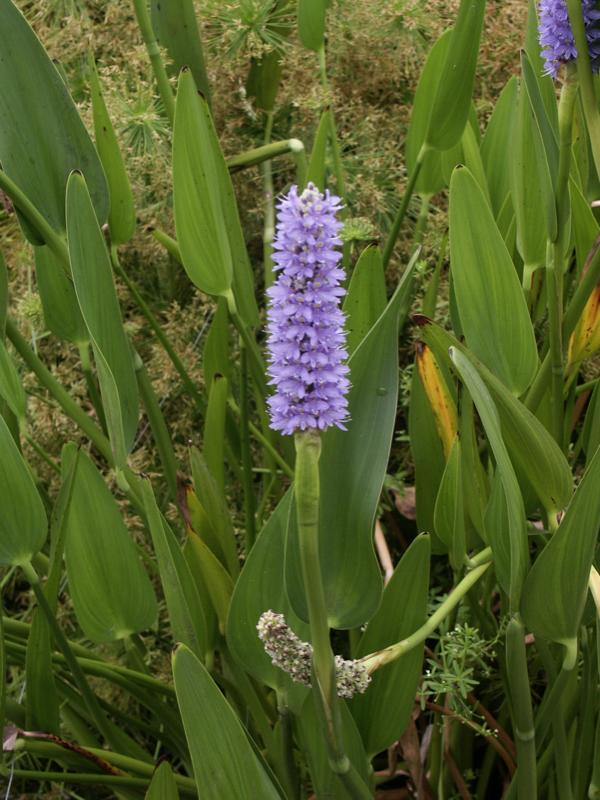
Pontederia cordata.

Commelinales Dumort. (1829) é um clade de plantas com flor, com a categoria taxonómica de ordem nos modernos sistemas de classificação posteriores ao APG III (2009) e APWeb (2001), integrado na subclasse Commelinidae da classe Monocotyledoneae. Na sua presente circunscrição taxonómica a ordem agrupa 5 famílias com cerca de 812 espécies validamente descritas distribuídas por 68 géneros. Embora seja morfologicamente muito diverso, o grupo é considerado monofilético com base em análises moleculares de ADN estando as sinapomorfias praticamente restritas a algumas características fitoquímicas e da estrutura da semente, nomeadamente a presença de fenilfenalenonas e de endosperma helobial abundante.

## Descrição
As sinapomorfias que unem o clade são a presença de fenilfenalenonas, o xilema com vasos escalariformes, a presença de ceras epicuticulares que não se apresentam como "agregados tubulares", as sementes recobertas por duas camadas  diferentes (testa e tegumento), o endosperma abundante e helobial e a formação da parede celular na pequena câmara da chalaza a preceder a formação da parede da grande câmara micropilar.
Conhece-se a presença de ráfides no tapete de espécies pertencentes às famílias Commelinaceae, Philydraceae e Haemodoraceae, mas a distribuição geral destas estruturas nas diversas famílias é ainda pouco clara. Existe uma variação no padrão de espessamento do endotécio que pode ser interessante para esclarecer a sistemática do grupo.
Nas famílias Hanguanaceae e Pontederiaceae foi descrita a presença de uma inserção de cinco pares de bases no gene matK, sabendo-se que tal inserção não ocorre na família Haemodoraceae. A presença daqueles genes nas restantes famílias ainda não foi estudada.
Não se conhecem micorrizas em espécies pertencentes a este agrupamento taxonómico.

## Filogenia
Introdução teórica em Filogenia

### Circunscrição
Todas as famílias das Commelinales, tal como circunscritas no sistema APG IV, apresentam inflorescências com muitas flores dispostas em cimeiras helicoidais. O tapete da antera, por outro lado, é do tipo plasmodial ou ameboide já que as células se fundem formando uma massa de protoplasma, designada por periplasmódio, que invade o lóculo da antera e envolve os microsporófitos para os nutrir. Ambas estas características são compartilhadas com a ordem Zingiberales, com a qual as Commelinales são provavelmente estreitamente aparentadas.
A monofilia da ordem Commelinales está sustentada por resultados de análises moleculares de ADN,), mas as sinapomorfias morfológicas são ambíguas pois não há um conjunto claro de caracteres morfológicos originados num ancestral comum de todas as famílias da ordem e que seja compartido por todo o grupo de famílias.
O cladograma que resume as relações filogenéticas dos membros das Commelinales é o seguinte (APWeb):
|  | Commelinaceae |
|  |               |
|  | Hanguanaceae  |
|  |               |

|  | Philydraceae                                                     |
|  |                                                                  |
|  | \| \| Haemodoraceae \| \| \| \| \| \| Pontederiaceae \| \| \| \| |
|  |                                                                  |
|  | Haemodoraceae                                                    |
|  |                                                                  |
|  | Pontederiaceae                                                   |
|  |                                                                  |

|  | Haemodoraceae  |
|  |                |
|  | Pontederiaceae |
|  |                |

|  | Commelinaceae |
|  |               |
|  | Hanguanaceae  |
|  |               |

|  | Philydraceae                                                     |
|  |                                                                  |
|  | \| \| Haemodoraceae \| \| \| \| \| \| Pontederiaceae \| \| \| \| |
|  |                                                                  |
|  | Haemodoraceae                                                    |
|  |                                                                  |
|  | Pontederiaceae                                                   |
|  |                                                                  |

|  | Haemodoraceae  |
|  |                |
|  | Pontederiaceae |
|  |                |

|  | Commelinaceae |
|  |               |
|  | Hanguanaceae  |
|  |               |

|  | Philydraceae                                                     |
|  |                                                                  |
|  | \| \| Haemodoraceae \| \| \| \| \| \| Pontederiaceae \| \| \| \| |
|  |                                                                  |
|  | Haemodoraceae                                                    |
|  |                                                                  |
|  | Pontederiaceae                                                   |
|  |                                                                  |

|  | Haemodoraceae  |
|  |                |
|  | Pontederiaceae |
|  |                |

|  | Commelinaceae |
|  |               |
|  | Hanguanaceae  |
|  |               |

|  | Philydraceae                                                     |
|  |                                                                  |
|  | \| \| Haemodoraceae \| \| \| \| \| \| Pontederiaceae \| \| \| \| |
|  |                                                                  |
|  | Haemodoraceae                                                    |
|  |                                                                  |
|  | Pontederiaceae                                                   |
|  |                                                                  |

|  | Haemodoraceae  |
|  |                |
|  | Pontederiaceae |
|  |                |

O cladograma atrás, baseado em dados do gene rbcL, não é contudo consensual, já que outros autores, sugerem um conjunto de relações bastante diferente, embora consideradas como pouco prováveis. Para esses autores as famílias agrupam-se da seguinte forma: [Philydraceae [Hanguanaceae [Haemodoraceae [Commelinaceae + Pontederiaceae]]]]. Com base num estudo que apenas considerou o gene ndhF, outros autores concluíram que Philydraceae é um grupo irmão do resto, mas o apoio é baixo.
Outros autores notaram uma forte sustentação para o agrupamento [Haemodoraceae + Pontederiaceae]. Estas duas famílias partilharam uma estrutura muito particular da exina (parede exterior dos grãos de pólen), já que a mesma é não tectada-columelada.
A família Philydraceae, como a Haemodoraceae, apresenta folhas unifaciais. As duas famílias, em conjunto com a família Pontederiaceae, apresentam células ricas em tanino no perianto, o qual tipicamente é persistente no fruto, e têm estilóides e esclereídeos na placenta. Estas 3 famílias são relativamente incomuns no clado Commelinidae devido ao seu perianto tepalóide. A família Philydraceae é um grupo irmão das outras duas, e nessa família o verticilo externo do perianto é petalóide mas muito mais pequeno que o verticilo interno, enquanto que em Haemodoraceae e Pontederiaceae, o verticilo externo é quase igual ao interno.
Tem sido alvo de muita discussão o posicionamento das Commelinaceae e das Hanguanaceae no contexto dda ordem. A morfologia aproxima as Commelinaceae das Eriocaulaceae e Mayacaceae, num grupo que é em geral designado por Poales, mas a análise das sequências de ADN apontam para uma relação estreita com as Haemodoraceae, Pontederiaceae e Philydraceae.
Apesar disso, em muitas análises morfológicas, o género Hanguana (único membro da família Hanguanaceae) insere-se melhor nas Zingiberales, por vezes fortemente, apesar de não apresentar o ovário ínfero característico dessa ordem. Contudo, os resultados de análise moleculares sugerem a integração nas Commelinales, enquanto outros, com base exclusivamente na análise do gene rbcL ou em múltiplos genes, concluíram com cerca de 74 % de apoio "bootstrap" que a família Hanguanaceae é um grupo irmão de Commelinaceae, mas são desconhecidas as possíveis sinapomorfias deste clado, embora uma delas possa ser ser a presença de cotilédones não fotossintético (APWeb).
É possível que as flores com sépalas e pétalas e a presença de tricomas moniliformes (formados por uma única cadeia de células), caracteres que foram usados para sustentar a existência de um parentesco com algumas Poales, tenham evoluído de forma independente nas Commelinaceae, pelo que ambas as ordens podem não ser parentes próximos.
A associação de famílias que resultou na proposta do clado Commelinales foi um resultado filogenético inesperado, como o demonstram as circunscrições taxonómicas anteriores da ordem. Repare-se que no sistema Dahlgren de 1985 aparece o grupo em aliança com as famílias  Haemodoraceae, Philydraceae e Pontederiaceae, como no sistema APG IV, mas também em conjunto com as famílias Bromeliaceae, Typhaceae e Velloziaceae (três famílias que actualmente se integram nas Poales). Dentro do conceito de Bromeliiflorae, o sistema Dahlgren posicionou a família Commelinaceae nas Commeliniflorae em conjunto com as Eriocaulaceae, Mayacaceae, Rapateaceae e Xyridaceae, que agora se incluem nas Poales. Apesar disso, aquele sistema considerava as Hanguanaceae como parte das Asparagales (o mesmo ocorrendo com o sistema de Cronquist de 1981, no qual aparecia próximo do género Lomandra (que agora está inserido nas Laxmanniaceae).
Em resumo, a evolução da classificação do grupo nos mais recentes sistemas de classificação é a seguinte:
- No sistema APG II, de 2003, a ordem foi colocada no clade das comelinídeas, das monocotiledóneas, da seguinte forma:
  - ordem Commelinales
    - família Commelinaceae
famíliaHaemodoraceae
família Hanguanaceae
família Philydraceae
família Pontederiaceae

Isto representa uma mudança em relação ao sistema APG de 1998, que não incluía a família Hanguanaceae nesta ordem:
- - ordem Commelinales
    - família Commelinaceae
família Haemodoraceae
família Philydraceae
família Pontederiaceae
- No Sistema Cronquist, de 1981, esta ordem estava posicionada na subclasse Commelinidae da classe Liliopsida, sendo a ciscunscrição a seguinte:
  - ordem Commelinales
    - família Commelinaceae
família Mayacaceae
família Rapateaceae
família Xyridaceae

Não há mudanças desde o sistema APG II, mas existe uma mudança em relação ao sistema APG, de 1998, que não incluía a família Hanguanaceae neste ordem.
No sistema Cronquist, de 1981, esta ordem estava na subclasse Commelinidae da classe Liliopsida (monocotiledóneas) e era circunscrita da seguinte forma:
- Commelinaceae
- Mayacaceae
- Rapateaceae
- Xyridaceae

Estas 3 últimas famílias estão presentemente incluídas nas Poales.

### Evolução
O grupo troncal Commelinales data de há cerca de 114 milhões de anos, sendo que a divergência dentro do grupo ocorreu há cerca de 110 milhões de anos. Outros autores apontam para 81-73 e 71-66 milhões de anos respectivamente.

## Taxonomia
Introdução teórica em Taxonomia
As monocotiledóneas são um dos agrupamentos taxonómicos com maior diversidade, incluindo um elevado número de famílias e espécies. A ordem Commelinales insere-se nas Monocots da seguinte forma:
|  | \| \| Commelinales \| \| \| \| \| \| Zingiberales \| \| \| \| |
|  |                                                               |
|  | Poales                                                        |
|  |                                                               |
|  | Commelinales                                                  |
|  |                                                               |
|  | Zingiberales                                                  |
|  |                                                               |

|  | Commelinales |
|  |              |
|  | Zingiberales |
|  |              |

|  | \| \| Commelinales \| \| \| \| \| \| Zingiberales \| \| \| \| |
|  |                                                               |
|  | Poales                                                        |
|  |                                                               |
|  | Commelinales                                                  |
|  |                                                               |
|  | Zingiberales                                                  |
|  |                                                               |

|  | Commelinales |
|  |              |
|  | Zingiberales |
|  |              |

|  | \| \| Commelinales \| \| \| \| \| \| Zingiberales \| \| \| \| |
|  |                                                               |
|  | Poales                                                        |
|  |                                                               |
|  | Commelinales                                                  |
|  |                                                               |
|  | Zingiberales                                                  |
|  |                                                               |

|  | Commelinales |
|  |              |
|  | Zingiberales |
|  |              |

|  | \| \| Commelinales \| \| \| \| \| \| Zingiberales \| \| \| \| |
|  |                                                               |
|  | Poales                                                        |
|  |                                                               |
|  | Commelinales                                                  |
|  |                                                               |
|  | Zingiberales                                                  |
|  |                                                               |

|  | Commelinales |
|  |              |
|  | Zingiberales |
|  |              |

|  | \| \| Commelinales \| \| \| \| \| \| Zingiberales \| \| \| \| |
|  |                                                               |
|  | Poales                                                        |
|  |                                                               |
|  | Commelinales                                                  |
|  |                                                               |
|  | Zingiberales                                                  |
|  |                                                               |

|  | Commelinales |
|  |              |
|  | Zingiberales |
|  |              |

|  | \| \| Commelinales \| \| \| \| \| \| Zingiberales \| \| \| \| |
|  |                                                               |
|  | Poales                                                        |
|  |                                                               |
|  | Commelinales                                                  |
|  |                                                               |
|  | Zingiberales                                                  |
|  |                                                               |

|  | Commelinales |
|  |              |
|  | Zingiberales |
|  |              |

|  | \| \| Commelinales \| \| \| \| \| \| Zingiberales \| \| \| \| |
|  |                                                               |
|  | Poales                                                        |
|  |                                                               |
|  | Commelinales                                                  |
|  |                                                               |
|  | Zingiberales                                                  |
|  |                                                               |

|  | Commelinales |
|  |              |
|  | Zingiberales |
|  |              |

|  | \| \| Commelinales \| \| \| \| \| \| Zingiberales \| \| \| \| |
|  |                                                               |
|  | Poales                                                        |
|  |                                                               |
|  | Commelinales                                                  |
|  |                                                               |
|  | Zingiberales                                                  |
|  |                                                               |

|  | Commelinales |
|  |              |
|  | Zingiberales |
|  |              |

|  | Dioscoreales |
|  |              |
|  | Pandanales   |
|  |              |

|  | \| \| Commelinales \| \| \| \| \| \| Zingiberales \| \| \| \| |
|  |                                                               |
|  | Poales                                                        |
|  |                                                               |
|  | Commelinales                                                  |
|  |                                                               |
|  | Zingiberales                                                  |
|  |                                                               |

|  | Commelinales |
|  |              |
|  | Zingiberales |
|  |              |

|  | \| \| Commelinales \| \| \| \| \| \| Zingiberales \| \| \| \| |
|  |                                                               |
|  | Poales                                                        |
|  |                                                               |
|  | Commelinales                                                  |
|  |                                                               |
|  | Zingiberales                                                  |
|  |                                                               |

|  | Commelinales |
|  |              |
|  | Zingiberales |
|  |              |

|  | \| \| Commelinales \| \| \| \| \| \| Zingiberales \| \| \| \| |
|  |                                                               |
|  | Poales                                                        |
|  |                                                               |
|  | Commelinales                                                  |
|  |                                                               |
|  | Zingiberales                                                  |
|  |                                                               |

|  | Commelinales |
|  |              |
|  | Zingiberales |
|  |              |

|  | \| \| Commelinales \| \| \| \| \| \| Zingiberales \| \| \| \| |
|  |                                                               |
|  | Poales                                                        |
|  |                                                               |
|  | Commelinales                                                  |
|  |                                                               |
|  | Zingiberales                                                  |
|  |                                                               |

|  | Commelinales |
|  |              |
|  | Zingiberales |
|  |              |

|  | \| \| Commelinales \| \| \| \| \| \| Zingiberales \| \| \| \| |
|  |                                                               |
|  | Poales                                                        |
|  |                                                               |
|  | Commelinales                                                  |
|  |                                                               |
|  | Zingiberales                                                  |
|  |                                                               |

|  | Commelinales |
|  |              |
|  | Zingiberales |
|  |              |

|  | \| \| Commelinales \| \| \| \| \| \| Zingiberales \| \| \| \| |
|  |                                                               |
|  | Poales                                                        |
|  |                                                               |
|  | Commelinales                                                  |
|  |                                                               |
|  | Zingiberales                                                  |
|  |                                                               |

|  | Commelinales |
|  |              |
|  | Zingiberales |
|  |              |

|  | \| \| Commelinales \| \| \| \| \| \| Zingiberales \| \| \| \| |
|  |                                                               |
|  | Poales                                                        |
|  |                                                               |
|  | Commelinales                                                  |
|  |                                                               |
|  | Zingiberales                                                  |
|  |                                                               |

|  | Commelinales |
|  |              |
|  | Zingiberales |
|  |              |

|  | \| \| Commelinales \| \| \| \| \| \| Zingiberales \| \| \| \| |
|  |                                                               |
|  | Poales                                                        |
|  |                                                               |
|  | Commelinales                                                  |
|  |                                                               |
|  | Zingiberales                                                  |
|  |                                                               |

|  | Commelinales |
|  |              |
|  | Zingiberales |
|  |              |

|  | Dioscoreales |
|  |              |
|  | Pandanales   |
|  |              |

|  | \| \| Commelinales \| \| \| \| \| \| Zingiberales \| \| \| \| |
|  |                                                               |
|  | Poales                                                        |
|  |                                                               |
|  | Commelinales                                                  |
|  |                                                               |
|  | Zingiberales                                                  |
|  |                                                               |

|  | Commelinales |
|  |              |
|  | Zingiberales |
|  |              |

|  | \| \| Commelinales \| \| \| \| \| \| Zingiberales \| \| \| \| |
|  |                                                               |
|  | Poales                                                        |
|  |                                                               |
|  | Commelinales                                                  |
|  |                                                               |
|  | Zingiberales                                                  |
|  |                                                               |

|  | Commelinales |
|  |              |
|  | Zingiberales |
|  |              |

|  | \| \| Commelinales \| \| \| \| \| \| Zingiberales \| \| \| \| |
|  |                                                               |
|  | Poales                                                        |
|  |                                                               |
|  | Commelinales                                                  |
|  |                                                               |
|  | Zingiberales                                                  |
|  |                                                               |

|  | Commelinales |
|  |              |
|  | Zingiberales |
|  |              |

|  | \| \| Commelinales \| \| \| \| \| \| Zingiberales \| \| \| \| |
|  |                                                               |
|  | Poales                                                        |
|  |                                                               |
|  | Commelinales                                                  |
|  |                                                               |
|  | Zingiberales                                                  |
|  |                                                               |

|  | Commelinales |
|  |              |
|  | Zingiberales |
|  |              |

|  | \| \| Commelinales \| \| \| \| \| \| Zingiberales \| \| \| \| |
|  |                                                               |
|  | Poales                                                        |
|  |                                                               |
|  | Commelinales                                                  |
|  |                                                               |
|  | Zingiberales                                                  |
|  |                                                               |

|  | Commelinales |
|  |              |
|  | Zingiberales |
|  |              |

|  | \| \| Commelinales \| \| \| \| \| \| Zingiberales \| \| \| \| |
|  |                                                               |
|  | Poales                                                        |
|  |                                                               |
|  | Commelinales                                                  |
|  |                                                               |
|  | Zingiberales                                                  |
|  |                                                               |

|  | Commelinales |
|  |              |
|  | Zingiberales |
|  |              |

|  | \| \| Commelinales \| \| \| \| \| \| Zingiberales \| \| \| \| |
|  |                                                               |
|  | Poales                                                        |
|  |                                                               |
|  | Commelinales                                                  |
|  |                                                               |
|  | Zingiberales                                                  |
|  |                                                               |

|  | Commelinales |
|  |              |
|  | Zingiberales |
|  |              |

|  | \| \| Commelinales \| \| \| \| \| \| Zingiberales \| \| \| \| |
|  |                                                               |
|  | Poales                                                        |
|  |                                                               |
|  | Commelinales                                                  |
|  |                                                               |
|  | Zingiberales                                                  |
|  |                                                               |

|  | Commelinales |
|  |              |
|  | Zingiberales |
|  |              |

|  | Dioscoreales |
|  |              |
|  | Pandanales   |
|  |              |

|  | \| \| Commelinales \| \| \| \| \| \| Zingiberales \| \| \| \| |
|  |                                                               |
|  | Poales                                                        |
|  |                                                               |
|  | Commelinales                                                  |
|  |                                                               |
|  | Zingiberales                                                  |
|  |                                                               |

|  | Commelinales |
|  |              |
|  | Zingiberales |
|  |              |

|  | \| \| Commelinales \| \| \| \| \| \| Zingiberales \| \| \| \| |
|  |                                                               |
|  | Poales                                                        |
|  |                                                               |
|  | Commelinales                                                  |
|  |                                                               |
|  | Zingiberales                                                  |
|  |                                                               |

|  | Commelinales |
|  |              |
|  | Zingiberales |
|  |              |

|  | \| \| Commelinales \| \| \| \| \| \| Zingiberales \| \| \| \| |
|  |                                                               |
|  | Poales                                                        |
|  |                                                               |
|  | Commelinales                                                  |
|  |                                                               |
|  | Zingiberales                                                  |
|  |                                                               |

|  | Commelinales |
|  |              |
|  | Zingiberales |
|  |              |

|  | \| \| Commelinales \| \| \| \| \| \| Zingiberales \| \| \| \| |
|  |                                                               |
|  | Poales                                                        |
|  |                                                               |
|  | Commelinales                                                  |
|  |                                                               |
|  | Zingiberales                                                  |
|  |                                                               |

|  | Commelinales |
|  |              |
|  | Zingiberales |
|  |              |

|  | \| \| Commelinales \| \| \| \| \| \| Zingiberales \| \| \| \| |
|  |                                                               |
|  | Poales                                                        |
|  |                                                               |
|  | Commelinales                                                  |
|  |                                                               |
|  | Zingiberales                                                  |
|  |                                                               |

|  | Commelinales |
|  |              |
|  | Zingiberales |
|  |              |

|  | \| \| Commelinales \| \| \| \| \| \| Zingiberales \| \| \| \| |
|  |                                                               |
|  | Poales                                                        |
|  |                                                               |
|  | Commelinales                                                  |
|  |                                                               |
|  | Zingiberales                                                  |
|  |                                                               |

|  | Commelinales |
|  |              |
|  | Zingiberales |
|  |              |

|  | \| \| Commelinales \| \| \| \| \| \| Zingiberales \| \| \| \| |
|  |                                                               |
|  | Poales                                                        |
|  |                                                               |
|  | Commelinales                                                  |
|  |                                                               |
|  | Zingiberales                                                  |
|  |                                                               |

|  | Commelinales |
|  |              |
|  | Zingiberales |
|  |              |

|  | \| \| Commelinales \| \| \| \| \| \| Zingiberales \| \| \| \| |
|  |                                                               |
|  | Poales                                                        |
|  |                                                               |
|  | Commelinales                                                  |
|  |                                                               |
|  | Zingiberales                                                  |
|  |                                                               |

|  | Commelinales |
|  |              |
|  | Zingiberales |
|  |              |

|  | Dioscoreales |
|  |              |
|  | Pandanales   |
|  |              |

|  | \| \| Commelinales \| \| \| \| \| \| Zingiberales \| \| \| \| |
|  |                                                               |
|  | Poales                                                        |
|  |                                                               |
|  | Commelinales                                                  |
|  |                                                               |
|  | Zingiberales                                                  |
|  |                                                               |

|  | Commelinales |
|  |              |
|  | Zingiberales |
|  |              |

|  | \| \| Commelinales \| \| \| \| \| \| Zingiberales \| \| \| \| |
|  |                                                               |
|  | Poales                                                        |
|  |                                                               |
|  | Commelinales                                                  |
|  |                                                               |
|  | Zingiberales                                                  |
|  |                                                               |

|  | Commelinales |
|  |              |
|  | Zingiberales |
|  |              |

|  | \| \| Commelinales \| \| \| \| \| \| Zingiberales \| \| \| \| |
|  |                                                               |
|  | Poales                                                        |
|  |                                                               |
|  | Commelinales                                                  |
|  |                                                               |
|  | Zingiberales                                                  |
|  |                                                               |

|  | Commelinales |
|  |              |
|  | Zingiberales |
|  |              |

|  | \| \| Commelinales \| \| \| \| \| \| Zingiberales \| \| \| \| |
|  |                                                               |
|  | Poales                                                        |
|  |                                                               |
|  | Commelinales                                                  |
|  |                                                               |
|  | Zingiberales                                                  |
|  |                                                               |

|  | Commelinales |
|  |              |
|  | Zingiberales |
|  |              |

|  | \| \| Commelinales \| \| \| \| \| \| Zingiberales \| \| \| \| |
|  |                                                               |
|  | Poales                                                        |
|  |                                                               |
|  | Commelinales                                                  |
|  |                                                               |
|  | Zingiberales                                                  |
|  |                                                               |

|  | Commelinales |
|  |              |
|  | Zingiberales |
|  |              |

|  | \| \| Commelinales \| \| \| \| \| \| Zingiberales \| \| \| \| |
|  |                                                               |
|  | Poales                                                        |
|  |                                                               |
|  | Commelinales                                                  |
|  |                                                               |
|  | Zingiberales                                                  |
|  |                                                               |

|  | Commelinales |
|  |              |
|  | Zingiberales |
|  |              |

|  | \| \| Commelinales \| \| \| \| \| \| Zingiberales \| \| \| \| |
|  |                                                               |
|  | Poales                                                        |
|  |                                                               |
|  | Commelinales                                                  |
|  |                                                               |
|  | Zingiberales                                                  |
|  |                                                               |

|  | Commelinales |
|  |              |
|  | Zingiberales |
|  |              |

|  | \| \| Commelinales \| \| \| \| \| \| Zingiberales \| \| \| \| |
|  |                                                               |
|  | Poales                                                        |
|  |                                                               |
|  | Commelinales                                                  |
|  |                                                               |
|  | Zingiberales                                                  |
|  |                                                               |

|  | Commelinales |
|  |              |
|  | Zingiberales |
|  |              |

|  | Dioscoreales |
|  |              |
|  | Pandanales   |
|  |              |

|  | \| \| Commelinales \| \| \| \| \| \| Zingiberales \| \| \| \| |
|  |                                                               |
|  | Poales                                                        |
|  |                                                               |
|  | Commelinales                                                  |
|  |                                                               |
|  | Zingiberales                                                  |
|  |                                                               |

|  | Commelinales |
|  |              |
|  | Zingiberales |
|  |              |

|  | \| \| Commelinales \| \| \| \| \| \| Zingiberales \| \| \| \| |
|  |                                                               |
|  | Poales                                                        |
|  |                                                               |
|  | Commelinales                                                  |
|  |                                                               |
|  | Zingiberales                                                  |
|  |                                                               |

|  | Commelinales |
|  |              |
|  | Zingiberales |
|  |              |

|  | \| \| Commelinales \| \| \| \| \| \| Zingiberales \| \| \| \| |
|  |                                                               |
|  | Poales                                                        |
|  |                                                               |
|  | Commelinales                                                  |
|  |                                                               |
|  | Zingiberales                                                  |
|  |                                                               |

|  | Commelinales |
|  |              |
|  | Zingiberales |
|  |              |

|  | \| \| Commelinales \| \| \| \| \| \| Zingiberales \| \| \| \| |
|  |                                                               |
|  | Poales                                                        |
|  |                                                               |
|  | Commelinales                                                  |
|  |                                                               |
|  | Zingiberales                                                  |
|  |                                                               |

|  | Commelinales |
|  |              |
|  | Zingiberales |
|  |              |

|  | \| \| Commelinales \| \| \| \| \| \| Zingiberales \| \| \| \| |
|  |                                                               |
|  | Poales                                                        |
|  |                                                               |
|  | Commelinales                                                  |
|  |                                                               |
|  | Zingiberales                                                  |
|  |                                                               |

|  | Commelinales |
|  |              |
|  | Zingiberales |
|  |              |

|  | \| \| Commelinales \| \| \| \| \| \| Zingiberales \| \| \| \| |
|  |                                                               |
|  | Poales                                                        |
|  |                                                               |
|  | Commelinales                                                  |
|  |                                                               |
|  | Zingiberales                                                  |
|  |                                                               |

|  | Commelinales |
|  |              |
|  | Zingiberales |
|  |              |

|  | \| \| Commelinales \| \| \| \| \| \| Zingiberales \| \| \| \| |
|  |                                                               |
|  | Poales                                                        |
|  |                                                               |
|  | Commelinales                                                  |
|  |                                                               |
|  | Zingiberales                                                  |
|  |                                                               |

|  | Commelinales |
|  |              |
|  | Zingiberales |
|  |              |

|  | \| \| Commelinales \| \| \| \| \| \| Zingiberales \| \| \| \| |
|  |                                                               |
|  | Poales                                                        |
|  |                                                               |
|  | Commelinales                                                  |
|  |                                                               |
|  | Zingiberales                                                  |
|  |                                                               |

|  | Commelinales |
|  |              |
|  | Zingiberales |
|  |              |

|  | Dioscoreales |
|  |              |
|  | Pandanales   |
|  |              |

|  | \| \| Commelinales \| \| \| \| \| \| Zingiberales \| \| \| \| |
|  |                                                               |
|  | Poales                                                        |
|  |                                                               |
|  | Commelinales                                                  |
|  |                                                               |
|  | Zingiberales                                                  |
|  |                                                               |

|  | Commelinales |
|  |              |
|  | Zingiberales |
|  |              |

|  | \| \| Commelinales \| \| \| \| \| \| Zingiberales \| \| \| \| |
|  |                                                               |
|  | Poales                                                        |
|  |                                                               |
|  | Commelinales                                                  |
|  |                                                               |
|  | Zingiberales                                                  |
|  |                                                               |

|  | Commelinales |
|  |              |
|  | Zingiberales |
|  |              |

|  | \| \| Commelinales \| \| \| \| \| \| Zingiberales \| \| \| \| |
|  |                                                               |
|  | Poales                                                        |
|  |                                                               |
|  | Commelinales                                                  |
|  |                                                               |
|  | Zingiberales                                                  |
|  |                                                               |

|  | Commelinales |
|  |              |
|  | Zingiberales |
|  |              |

|  | \| \| Commelinales \| \| \| \| \| \| Zingiberales \| \| \| \| |
|  |                                                               |
|  | Poales                                                        |
|  |                                                               |
|  | Commelinales                                                  |
|  |                                                               |
|  | Zingiberales                                                  |
|  |                                                               |

|  | Commelinales |
|  |              |
|  | Zingiberales |
|  |              |

|  | \| \| Commelinales \| \| \| \| \| \| Zingiberales \| \| \| \| |
|  |                                                               |
|  | Poales                                                        |
|  |                                                               |
|  | Commelinales                                                  |
|  |                                                               |
|  | Zingiberales                                                  |
|  |                                                               |

|  | Commelinales |
|  |              |
|  | Zingiberales |
|  |              |

|  | \| \| Commelinales \| \| \| \| \| \| Zingiberales \| \| \| \| |
|  |                                                               |
|  | Poales                                                        |
|  |                                                               |
|  | Commelinales                                                  |
|  |                                                               |
|  | Zingiberales                                                  |
|  |                                                               |

|  | Commelinales |
|  |              |
|  | Zingiberales |
|  |              |

|  | \| \| Commelinales \| \| \| \| \| \| Zingiberales \| \| \| \| |
|  |                                                               |
|  | Poales                                                        |
|  |                                                               |
|  | Commelinales                                                  |
|  |                                                               |
|  | Zingiberales                                                  |
|  |                                                               |

|  | Commelinales |
|  |              |
|  | Zingiberales |
|  |              |

|  | \| \| Commelinales \| \| \| \| \| \| Zingiberales \| \| \| \| |
|  |                                                               |
|  | Poales                                                        |
|  |                                                               |
|  | Commelinales                                                  |
|  |                                                               |
|  | Zingiberales                                                  |
|  |                                                               |

|  | Commelinales |
|  |              |
|  | Zingiberales |
|  |              |

|  | Dioscoreales |
|  |              |
|  | Pandanales   |
|  |              |

|  | \| \| Commelinales \| \| \| \| \| \| Zingiberales \| \| \| \| |
|  |                                                               |
|  | Poales                                                        |
|  |                                                               |
|  | Commelinales                                                  |
|  |                                                               |
|  | Zingiberales                                                  |
|  |                                                               |

|  | Commelinales |
|  |              |
|  | Zingiberales |
|  |              |

|  | \| \| Commelinales \| \| \| \| \| \| Zingiberales \| \| \| \| |
|  |                                                               |
|  | Poales                                                        |
|  |                                                               |
|  | Commelinales                                                  |
|  |                                                               |
|  | Zingiberales                                                  |
|  |                                                               |

|  | Commelinales |
|  |              |
|  | Zingiberales |
|  |              |

|  | \| \| Commelinales \| \| \| \| \| \| Zingiberales \| \| \| \| |
|  |                                                               |
|  | Poales                                                        |
|  |                                                               |
|  | Commelinales                                                  |
|  |                                                               |
|  | Zingiberales                                                  |
|  |                                                               |

|  | Commelinales |
|  |              |
|  | Zingiberales |
|  |              |

|  | \| \| Commelinales \| \| \| \| \| \| Zingiberales \| \| \| \| |
|  |                                                               |
|  | Poales                                                        |
|  |                                                               |
|  | Commelinales                                                  |
|  |                                                               |
|  | Zingiberales                                                  |
|  |                                                               |

|  | Commelinales |
|  |              |
|  | Zingiberales |
|  |              |

|  | \| \| Commelinales \| \| \| \| \| \| Zingiberales \| \| \| \| |
|  |                                                               |
|  | Poales                                                        |
|  |                                                               |
|  | Commelinales                                                  |
|  |                                                               |
|  | Zingiberales                                                  |
|  |                                                               |

|  | Commelinales |
|  |              |
|  | Zingiberales |
|  |              |

|  | \| \| Commelinales \| \| \| \| \| \| Zingiberales \| \| \| \| |
|  |                                                               |
|  | Poales                                                        |
|  |                                                               |
|  | Commelinales                                                  |
|  |                                                               |
|  | Zingiberales                                                  |
|  |                                                               |

|  | Commelinales |
|  |              |
|  | Zingiberales |
|  |              |

|  | \| \| Commelinales \| \| \| \| \| \| Zingiberales \| \| \| \| |
|  |                                                               |
|  | Poales                                                        |
|  |                                                               |
|  | Commelinales                                                  |
|  |                                                               |
|  | Zingiberales                                                  |
|  |                                                               |

|  | Commelinales |
|  |              |
|  | Zingiberales |
|  |              |

|  | \| \| Commelinales \| \| \| \| \| \| Zingiberales \| \| \| \| |
|  |                                                               |
|  | Poales                                                        |
|  |                                                               |
|  | Commelinales                                                  |
|  |                                                               |
|  | Zingiberales                                                  |
|  |                                                               |

|  | Commelinales |
|  |              |
|  | Zingiberales |
|  |              |

|  | Dioscoreales |
|  |              |
|  | Pandanales   |
|  |              |

|  | \| \| Commelinales \| \| \| \| \| \| Zingiberales \| \| \| \| |
|  |                                                               |
|  | Poales                                                        |
|  |                                                               |
|  | Commelinales                                                  |
|  |                                                               |
|  | Zingiberales                                                  |
|  |                                                               |

|  | Commelinales |
|  |              |
|  | Zingiberales |
|  |              |

|  | \| \| Commelinales \| \| \| \| \| \| Zingiberales \| \| \| \| |
|  |                                                               |
|  | Poales                                                        |
|  |                                                               |
|  | Commelinales                                                  |
|  |                                                               |
|  | Zingiberales                                                  |
|  |                                                               |

|  | Commelinales |
|  |              |
|  | Zingiberales |
|  |              |

|  | \| \| Commelinales \| \| \| \| \| \| Zingiberales \| \| \| \| |
|  |                                                               |
|  | Poales                                                        |
|  |                                                               |
|  | Commelinales                                                  |
|  |                                                               |
|  | Zingiberales                                                  |
|  |                                                               |

|  | Commelinales |
|  |              |
|  | Zingiberales |
|  |              |

|  | \| \| Commelinales \| \| \| \| \| \| Zingiberales \| \| \| \| |
|  |                                                               |
|  | Poales                                                        |
|  |                                                               |
|  | Commelinales                                                  |
|  |                                                               |
|  | Zingiberales                                                  |
|  |                                                               |

|  | Commelinales |
|  |              |
|  | Zingiberales |
|  |              |

|  | \| \| Commelinales \| \| \| \| \| \| Zingiberales \| \| \| \| |
|  |                                                               |
|  | Poales                                                        |
|  |                                                               |
|  | Commelinales                                                  |
|  |                                                               |
|  | Zingiberales                                                  |
|  |                                                               |

|  | Commelinales |
|  |              |
|  | Zingiberales |
|  |              |

|  | \| \| Commelinales \| \| \| \| \| \| Zingiberales \| \| \| \| |
|  |                                                               |
|  | Poales                                                        |
|  |                                                               |
|  | Commelinales                                                  |
|  |                                                               |
|  | Zingiberales                                                  |
|  |                                                               |

|  | Commelinales |
|  |              |
|  | Zingiberales |
|  |              |

|  | \| \| Commelinales \| \| \| \| \| \| Zingiberales \| \| \| \| |
|  |                                                               |
|  | Poales                                                        |
|  |                                                               |
|  | Commelinales                                                  |
|  |                                                               |
|  | Zingiberales                                                  |
|  |                                                               |

|  | Commelinales |
|  |              |
|  | Zingiberales |
|  |              |

|  | \| \| Commelinales \| \| \| \| \| \| Zingiberales \| \| \| \| |
|  |                                                               |
|  | Poales                                                        |
|  |                                                               |
|  | Commelinales                                                  |
|  |                                                               |
|  | Zingiberales                                                  |
|  |                                                               |

|  | Commelinales |
|  |              |
|  | Zingiberales |
|  |              |

|  | Dioscoreales |
|  |              |
|  | Pandanales   |
|  |              |

|  | \| \| Commelinales \| \| \| \| \| \| Zingiberales \| \| \| \| |
|  |                                                               |
|  | Poales                                                        |
|  |                                                               |
|  | Commelinales                                                  |
|  |                                                               |
|  | Zingiberales                                                  |
|  |                                                               |

|  | Commelinales |
|  |              |
|  | Zingiberales |
|  |              |

|  | \| \| Commelinales \| \| \| \| \| \| Zingiberales \| \| \| \| |
|  |                                                               |
|  | Poales                                                        |
|  |                                                               |
|  | Commelinales                                                  |
|  |                                                               |
|  | Zingiberales                                                  |
|  |                                                               |

|  | Commelinales |
|  |              |
|  | Zingiberales |
|  |              |

|  | \| \| Commelinales \| \| \| \| \| \| Zingiberales \| \| \| \| |
|  |                                                               |
|  | Poales                                                        |
|  |                                                               |
|  | Commelinales                                                  |
|  |                                                               |
|  | Zingiberales                                                  |
|  |                                                               |

|  | Commelinales |
|  |              |
|  | Zingiberales |
|  |              |

|  | \| \| Commelinales \| \| \| \| \| \| Zingiberales \| \| \| \| |
|  |                                                               |
|  | Poales                                                        |
|  |                                                               |
|  | Commelinales                                                  |
|  |                                                               |
|  | Zingiberales                                                  |
|  |                                                               |

|  | Commelinales |
|  |              |
|  | Zingiberales |
|  |              |

|  | \| \| Commelinales \| \| \| \| \| \| Zingiberales \| \| \| \| |
|  |                                                               |
|  | Poales                                                        |
|  |                                                               |
|  | Commelinales                                                  |
|  |                                                               |
|  | Zingiberales                                                  |
|  |                                                               |

|  | Commelinales |
|  |              |
|  | Zingiberales |
|  |              |

|  | \| \| Commelinales \| \| \| \| \| \| Zingiberales \| \| \| \| |
|  |                                                               |
|  | Poales                                                        |
|  |                                                               |
|  | Commelinales                                                  |
|  |                                                               |
|  | Zingiberales                                                  |
|  |                                                               |

|  | Commelinales |
|  |              |
|  | Zingiberales |
|  |              |

|  | \| \| Commelinales \| \| \| \| \| \| Zingiberales \| \| \| \| |
|  |                                                               |
|  | Poales                                                        |
|  |                                                               |
|  | Commelinales                                                  |
|  |                                                               |
|  | Zingiberales                                                  |
|  |                                                               |

|  | Commelinales |
|  |              |
|  | Zingiberales |
|  |              |

|  | \| \| Commelinales \| \| \| \| \| \| Zingiberales \| \| \| \| |
|  |                                                               |
|  | Poales                                                        |
|  |                                                               |
|  | Commelinales                                                  |
|  |                                                               |
|  | Zingiberales                                                  |
|  |                                                               |

|  | Commelinales |
|  |              |
|  | Zingiberales |
|  |              |

|  | Dioscoreales |
|  |              |
|  | Pandanales   |
|  |              |

|  | \| \| Commelinales \| \| \| \| \| \| Zingiberales \| \| \| \| |
|  |                                                               |
|  | Poales                                                        |
|  |                                                               |
|  | Commelinales                                                  |
|  |                                                               |
|  | Zingiberales                                                  |
|  |                                                               |

|  | Commelinales |
|  |              |
|  | Zingiberales |
|  |              |

|  | \| \| Commelinales \| \| \| \| \| \| Zingiberales \| \| \| \| |
|  |                                                               |
|  | Poales                                                        |
|  |                                                               |
|  | Commelinales                                                  |
|  |                                                               |
|  | Zingiberales                                                  |
|  |                                                               |

|  | Commelinales |
|  |              |
|  | Zingiberales |
|  |              |

|  | \| \| Commelinales \| \| \| \| \| \| Zingiberales \| \| \| \| |
|  |                                                               |
|  | Poales                                                        |
|  |                                                               |
|  | Commelinales                                                  |
|  |                                                               |
|  | Zingiberales                                                  |
|  |                                                               |

|  | Commelinales |
|  |              |
|  | Zingiberales |
|  |              |

|  | \| \| Commelinales \| \| \| \| \| \| Zingiberales \| \| \| \| |
|  |                                                               |
|  | Poales                                                        |
|  |                                                               |
|  | Commelinales                                                  |
|  |                                                               |
|  | Zingiberales                                                  |
|  |                                                               |

|  | Commelinales |
|  |              |
|  | Zingiberales |
|  |              |

|  | \| \| Commelinales \| \| \| \| \| \| Zingiberales \| \| \| \| |
|  |                                                               |
|  | Poales                                                        |
|  |                                                               |
|  | Commelinales                                                  |
|  |                                                               |
|  | Zingiberales                                                  |
|  |                                                               |

|  | Commelinales |
|  |              |
|  | Zingiberales |
|  |              |

|  | \| \| Commelinales \| \| \| \| \| \| Zingiberales \| \| \| \| |
|  |                                                               |
|  | Poales                                                        |
|  |                                                               |
|  | Commelinales                                                  |
|  |                                                               |
|  | Zingiberales                                                  |
|  |                                                               |

|  | Commelinales |
|  |              |
|  | Zingiberales |
|  |              |

|  | \| \| Commelinales \| \| \| \| \| \| Zingiberales \| \| \| \| |
|  |                                                               |
|  | Poales                                                        |
|  |                                                               |
|  | Commelinales                                                  |
|  |                                                               |
|  | Zingiberales                                                  |
|  |                                                               |

|  | Commelinales |
|  |              |
|  | Zingiberales |
|  |              |

|  | \| \| Commelinales \| \| \| \| \| \| Zingiberales \| \| \| \| |
|  |                                                               |
|  | Poales                                                        |
|  |                                                               |
|  | Commelinales                                                  |
|  |                                                               |
|  | Zingiberales                                                  |
|  |                                                               |

|  | Commelinales |
|  |              |
|  | Zingiberales |
|  |              |

|  | Dioscoreales |
|  |              |
|  | Pandanales   |
|  |              |

|  | \| \| Commelinales \| \| \| \| \| \| Zingiberales \| \| \| \| |
|  |                                                               |
|  | Poales                                                        |
|  |                                                               |
|  | Commelinales                                                  |
|  |                                                               |
|  | Zingiberales                                                  |
|  |                                                               |

|  | Commelinales |
|  |              |
|  | Zingiberales |
|  |              |

|  | \| \| Commelinales \| \| \| \| \| \| Zingiberales \| \| \| \| |
|  |                                                               |
|  | Poales                                                        |
|  |                                                               |
|  | Commelinales                                                  |
|  |                                                               |
|  | Zingiberales                                                  |
|  |                                                               |

|  | Commelinales |
|  |              |
|  | Zingiberales |
|  |              |

|  | \| \| Commelinales \| \| \| \| \| \| Zingiberales \| \| \| \| |
|  |                                                               |
|  | Poales                                                        |
|  |                                                               |
|  | Commelinales                                                  |
|  |                                                               |
|  | Zingiberales                                                  |
|  |                                                               |

|  | Commelinales |
|  |              |
|  | Zingiberales |
|  |              |

|  | \| \| Commelinales \| \| \| \| \| \| Zingiberales \| \| \| \| |
|  |                                                               |
|  | Poales                                                        |
|  |                                                               |
|  | Commelinales                                                  |
|  |                                                               |
|  | Zingiberales                                                  |
|  |                                                               |

|  | Commelinales |
|  |              |
|  | Zingiberales |
|  |              |

|  | \| \| Commelinales \| \| \| \| \| \| Zingiberales \| \| \| \| |
|  |                                                               |
|  | Poales                                                        |
|  |                                                               |
|  | Commelinales                                                  |
|  |                                                               |
|  | Zingiberales                                                  |
|  |                                                               |

|  | Commelinales |
|  |              |
|  | Zingiberales |
|  |              |

|  | \| \| Commelinales \| \| \| \| \| \| Zingiberales \| \| \| \| |
|  |                                                               |
|  | Poales                                                        |
|  |                                                               |
|  | Commelinales                                                  |
|  |                                                               |
|  | Zingiberales                                                  |
|  |                                                               |

|  | Commelinales |
|  |              |
|  | Zingiberales |
|  |              |

|  | \| \| Commelinales \| \| \| \| \| \| Zingiberales \| \| \| \| |
|  |                                                               |
|  | Poales                                                        |
|  |                                                               |
|  | Commelinales                                                  |
|  |                                                               |
|  | Zingiberales                                                  |
|  |                                                               |

|  | Commelinales |
|  |              |
|  | Zingiberales |
|  |              |

|  | \| \| Commelinales \| \| \| \| \| \| Zingiberales \| \| \| \| |
|  |                                                               |
|  | Poales                                                        |
|  |                                                               |
|  | Commelinales                                                  |
|  |                                                               |
|  | Zingiberales                                                  |
|  |                                                               |

|  | Commelinales |
|  |              |
|  | Zingiberales |
|  |              |

|  | Dioscoreales |
|  |              |
|  | Pandanales   |
|  |              |

|  | \| \| Commelinales \| \| \| \| \| \| Zingiberales \| \| \| \| |
|  |                                                               |
|  | Poales                                                        |
|  |                                                               |
|  | Commelinales                                                  |
|  |                                                               |
|  | Zingiberales                                                  |
|  |                                                               |

|  | Commelinales |
|  |              |
|  | Zingiberales |
|  |              |

|  | \| \| Commelinales \| \| \| \| \| \| Zingiberales \| \| \| \| |
|  |                                                               |
|  | Poales                                                        |
|  |                                                               |
|  | Commelinales                                                  |
|  |                                                               |
|  | Zingiberales                                                  |
|  |                                                               |

|  | Commelinales |
|  |              |
|  | Zingiberales |
|  |              |

|  | \| \| Commelinales \| \| \| \| \| \| Zingiberales \| \| \| \| |
|  |                                                               |
|  | Poales                                                        |
|  |                                                               |
|  | Commelinales                                                  |
|  |                                                               |
|  | Zingiberales                                                  |
|  |                                                               |

|  | Commelinales |
|  |              |
|  | Zingiberales |
|  |              |

|  | \| \| Commelinales \| \| \| \| \| \| Zingiberales \| \| \| \| |
|  |                                                               |
|  | Poales                                                        |
|  |                                                               |
|  | Commelinales                                                  |
|  |                                                               |
|  | Zingiberales                                                  |
|  |                                                               |

|  | Commelinales |
|  |              |
|  | Zingiberales |
|  |              |

|  | \| \| Commelinales \| \| \| \| \| \| Zingiberales \| \| \| \| |
|  |                                                               |
|  | Poales                                                        |
|  |                                                               |
|  | Commelinales                                                  |
|  |                                                               |
|  | Zingiberales                                                  |
|  |                                                               |

|  | Commelinales |
|  |              |
|  | Zingiberales |
|  |              |

|  | \| \| Commelinales \| \| \| \| \| \| Zingiberales \| \| \| \| |
|  |                                                               |
|  | Poales                                                        |
|  |                                                               |
|  | Commelinales                                                  |
|  |                                                               |
|  | Zingiberales                                                  |
|  |                                                               |

|  | Commelinales |
|  |              |
|  | Zingiberales |
|  |              |

|  | \| \| Commelinales \| \| \| \| \| \| Zingiberales \| \| \| \| |
|  |                                                               |
|  | Poales                                                        |
|  |                                                               |
|  | Commelinales                                                  |
|  |                                                               |
|  | Zingiberales                                                  |
|  |                                                               |

|  | Commelinales |
|  |              |
|  | Zingiberales |
|  |              |

|  | \| \| Commelinales \| \| \| \| \| \| Zingiberales \| \| \| \| |
|  |                                                               |
|  | Poales                                                        |
|  |                                                               |
|  | Commelinales                                                  |
|  |                                                               |
|  | Zingiberales                                                  |
|  |                                                               |

|  | Commelinales |
|  |              |
|  | Zingiberales |
|  |              |

|  | Dioscoreales |
|  |              |
|  | Pandanales   |
|  |              |

|  | \| \| Commelinales \| \| \| \| \| \| Zingiberales \| \| \| \| |
|  |                                                               |
|  | Poales                                                        |
|  |                                                               |
|  | Commelinales                                                  |
|  |                                                               |
|  | Zingiberales                                                  |
|  |                                                               |

|  | Commelinales |
|  |              |
|  | Zingiberales |
|  |              |

|  | \| \| Commelinales \| \| \| \| \| \| Zingiberales \| \| \| \| |
|  |                                                               |
|  | Poales                                                        |
|  |                                                               |
|  | Commelinales                                                  |
|  |                                                               |
|  | Zingiberales                                                  |
|  |                                                               |

|  | Commelinales |
|  |              |
|  | Zingiberales |
|  |              |

|  | \| \| Commelinales \| \| \| \| \| \| Zingiberales \| \| \| \| |
|  |                                                               |
|  | Poales                                                        |
|  |                                                               |
|  | Commelinales                                                  |
|  |                                                               |
|  | Zingiberales                                                  |
|  |                                                               |

|  | Commelinales |
|  |              |
|  | Zingiberales |
|  |              |

|  | \| \| Commelinales \| \| \| \| \| \| Zingiberales \| \| \| \| |
|  |                                                               |
|  | Poales                                                        |
|  |                                                               |
|  | Commelinales                                                  |
|  |                                                               |
|  | Zingiberales                                                  |
|  |                                                               |

|  | Commelinales |
|  |              |
|  | Zingiberales |
|  |              |

|  | \| \| Commelinales \| \| \| \| \| \| Zingiberales \| \| \| \| |
|  |                                                               |
|  | Poales                                                        |
|  |                                                               |
|  | Commelinales                                                  |
|  |                                                               |
|  | Zingiberales                                                  |
|  |                                                               |

|  | Commelinales |
|  |              |
|  | Zingiberales |
|  |              |

|  | \| \| Commelinales \| \| \| \| \| \| Zingiberales \| \| \| \| |
|  |                                                               |
|  | Poales                                                        |
|  |                                                               |
|  | Commelinales                                                  |
|  |                                                               |
|  | Zingiberales                                                  |
|  |                                                               |

|  | Commelinales |
|  |              |
|  | Zingiberales |
|  |              |

|  | \| \| Commelinales \| \| \| \| \| \| Zingiberales \| \| \| \| |
|  |                                                               |
|  | Poales                                                        |
|  |                                                               |
|  | Commelinales                                                  |
|  |                                                               |
|  | Zingiberales                                                  |
|  |                                                               |

|  | Commelinales |
|  |              |
|  | Zingiberales |
|  |              |

|  | \| \| Commelinales \| \| \| \| \| \| Zingiberales \| \| \| \| |
|  |                                                               |
|  | Poales                                                        |
|  |                                                               |
|  | Commelinales                                                  |
|  |                                                               |
|  | Zingiberales                                                  |
|  |                                                               |

|  | Commelinales |
|  |              |
|  | Zingiberales |
|  |              |

|  | Dioscoreales |
|  |              |
|  | Pandanales   |
|  |              |

|  | \| \| Commelinales \| \| \| \| \| \| Zingiberales \| \| \| \| |
|  |                                                               |
|  | Poales                                                        |
|  |                                                               |
|  | Commelinales                                                  |
|  |                                                               |
|  | Zingiberales                                                  |
|  |                                                               |

|  | Commelinales |
|  |              |
|  | Zingiberales |
|  |              |

|  | \| \| Commelinales \| \| \| \| \| \| Zingiberales \| \| \| \| |
|  |                                                               |
|  | Poales                                                        |
|  |                                                               |
|  | Commelinales                                                  |
|  |                                                               |
|  | Zingiberales                                                  |
|  |                                                               |

|  | Commelinales |
|  |              |
|  | Zingiberales |
|  |              |

|  | \| \| Commelinales \| \| \| \| \| \| Zingiberales \| \| \| \| |
|  |                                                               |
|  | Poales                                                        |
|  |                                                               |
|  | Commelinales                                                  |
|  |                                                               |
|  | Zingiberales                                                  |
|  |                                                               |

|  | Commelinales |
|  |              |
|  | Zingiberales |
|  |              |

|  | \| \| Commelinales \| \| \| \| \| \| Zingiberales \| \| \| \| |
|  |                                                               |
|  | Poales                                                        |
|  |                                                               |
|  | Commelinales                                                  |
|  |                                                               |
|  | Zingiberales                                                  |
|  |                                                               |

|  | Commelinales |
|  |              |
|  | Zingiberales |
|  |              |

|  | \| \| Commelinales \| \| \| \| \| \| Zingiberales \| \| \| \| |
|  |                                                               |
|  | Poales                                                        |
|  |                                                               |
|  | Commelinales                                                  |
|  |                                                               |
|  | Zingiberales                                                  |
|  |                                                               |

|  | Commelinales |
|  |              |
|  | Zingiberales |
|  |              |

|  | \| \| Commelinales \| \| \| \| \| \| Zingiberales \| \| \| \| |
|  |                                                               |
|  | Poales                                                        |
|  |                                                               |
|  | Commelinales                                                  |
|  |                                                               |
|  | Zingiberales                                                  |
|  |                                                               |

|  | Commelinales |
|  |              |
|  | Zingiberales |
|  |              |

|  | \| \| Commelinales \| \| \| \| \| \| Zingiberales \| \| \| \| |
|  |                                                               |
|  | Poales                                                        |
|  |                                                               |
|  | Commelinales                                                  |
|  |                                                               |
|  | Zingiberales                                                  |
|  |                                                               |

|  | Commelinales |
|  |              |
|  | Zingiberales |
|  |              |

|  | \| \| Commelinales \| \| \| \| \| \| Zingiberales \| \| \| \| |
|  |                                                               |
|  | Poales                                                        |
|  |                                                               |
|  | Commelinales                                                  |
|  |                                                               |
|  | Zingiberales                                                  |
|  |                                                               |

|  | Commelinales |
|  |              |
|  | Zingiberales |
|  |              |

|  | Dioscoreales |
|  |              |
|  | Pandanales   |
|  |              |

|  | \| \| Commelinales \| \| \| \| \| \| Zingiberales \| \| \| \| |
|  |                                                               |
|  | Poales                                                        |
|  |                                                               |
|  | Commelinales                                                  |
|  |                                                               |
|  | Zingiberales                                                  |
|  |                                                               |

|  | Commelinales |
|  |              |
|  | Zingiberales |
|  |              |

|  | \| \| Commelinales \| \| \| \| \| \| Zingiberales \| \| \| \| |
|  |                                                               |
|  | Poales                                                        |
|  |                                                               |
|  | Commelinales                                                  |
|  |                                                               |
|  | Zingiberales                                                  |
|  |                                                               |

|  | Commelinales |
|  |              |
|  | Zingiberales |
|  |              |

|  | \| \| Commelinales \| \| \| \| \| \| Zingiberales \| \| \| \| |
|  |                                                               |
|  | Poales                                                        |
|  |                                                               |
|  | Commelinales                                                  |
|  |                                                               |
|  | Zingiberales                                                  |
|  |                                                               |

|  | Commelinales |
|  |              |
|  | Zingiberales |
|  |              |

|  | \| \| Commelinales \| \| \| \| \| \| Zingiberales \| \| \| \| |
|  |                                                               |
|  | Poales                                                        |
|  |                                                               |
|  | Commelinales                                                  |
|  |                                                               |
|  | Zingiberales                                                  |
|  |                                                               |

|  | Commelinales |
|  |              |
|  | Zingiberales |
|  |              |

|  | \| \| Commelinales \| \| \| \| \| \| Zingiberales \| \| \| \| |
|  |                                                               |
|  | Poales                                                        |
|  |                                                               |
|  | Commelinales                                                  |
|  |                                                               |
|  | Zingiberales                                                  |
|  |                                                               |

|  | Commelinales |
|  |              |
|  | Zingiberales |
|  |              |

|  | \| \| Commelinales \| \| \| \| \| \| Zingiberales \| \| \| \| |
|  |                                                               |
|  | Poales                                                        |
|  |                                                               |
|  | Commelinales                                                  |
|  |                                                               |
|  | Zingiberales                                                  |
|  |                                                               |

|  | Commelinales |
|  |              |
|  | Zingiberales |
|  |              |

|  | \| \| Commelinales \| \| \| \| \| \| Zingiberales \| \| \| \| |
|  |                                                               |
|  | Poales                                                        |
|  |                                                               |
|  | Commelinales                                                  |
|  |                                                               |
|  | Zingiberales                                                  |
|  |                                                               |

|  | Commelinales |
|  |              |
|  | Zingiberales |
|  |              |

|  | \| \| Commelinales \| \| \| \| \| \| Zingiberales \| \| \| \| |
|  |                                                               |
|  | Poales                                                        |
|  |                                                               |
|  | Commelinales                                                  |
|  |                                                               |
|  | Zingiberales                                                  |
|  |                                                               |

|  | Commelinales |
|  |              |
|  | Zingiberales |
|  |              |

|  | Dioscoreales |
|  |              |
|  | Pandanales   |
|  |              |

Na sua presente circunscrição taxonómica a ordem inclui as seguintes famílias (delimitadas de acordo com o sistema APG IV):
- Commelinaceae
- Haemodoraceae
- Hanguanaceae
- Philydraceae
- Pontederiaceae

A ordem foi reconhecida pelo sistema APG III (2009) e incluída no Linear APG III (2009), no qual recebeu os números de família 77 a 81. A ordem tinha já sido reconhecida pelo sistema APG II (2003).
Como aqui circunscrito, Commelinales compreende 5 famílias e cerca de 780 espécies. No APWeb, e no sistema APG III, de 2009, a ordem está no clado das commelínidas (subclasse Commelinidae), dentro das monocotiledóneas, e circunscrita como se segue:
- Hanguanaceae (família nº 77)
- Commelinaceae (família nº 78)
- Philydraceae (família nº 79)
- Pontederiaceae (família nº 80)
- Haemodoraceae (família nº 81)

### Sinonímia
Segundo o APWeb (visitado em Janeiro de 2009), os seguintes nomes são considerados sinónimos taxonómicos de Commelinales:
- Haemodorales Hutchinson;
- Hanguanales Reveal;
- Philydrales Dumortier;
- Pontederiales J. D. Hooker;
- Commelinanae Takhtajan;
- Pontederianae Reveal;
- Commelinidae Takhtajan.

### Commelinaceae
As commelináceas incluem são plantas muito conhecidas como ornamentais. São plantas herbáceas flexíveis e carnudas, por vezes suculentas, com folhas que em corte transversal são planas ou com forma de "V". As folhas apresentam na base uma bainha fechada. As flores apresentam perianto dividido em 3 sépalas e 3 pétalas (embora por vezes a terceira pétala, de posição abaxial, apresente coloração distinta e seja pequena e inconspícua, pelo que aparentam ter apenas duas pétalas). Os estames são incomuns por apresentarem filamentos com pelos (tricomas). As inflorescências usualmente surgem acima de brácteas grandes e folhosas. As inflorescências são do tipo cimeira (simpódio), com muitas flores, em general com inserção oposta em relação às folhas. As flores das commelináceas permanecem abertas apenas um dia (são consideradas "fugazes") e frequentemente apresentam coloração azulada ou rosa. As espécies desta família são nativas das regiões tropicais e temperadas de todo o mundo, com excepção da Europa.

### Hanguanaceae
As hanguanáceas são uma família monotípica, incluindo unicamente o género Hanguana. São plantas herbáceas terrestres, robustas, toscas e maciças. As folhas presentam pecíolo bem desenvolvido, com lâmina com venação constituída por uma nervura média, múltiplas nervuras secundárias paralelas e nervuras cruzadas proeminentes. A inflorescência é uma panícula com flores sésseis, pequenas, indistintas. O carácter mais distintivo desta família é a presença de frutos do tipo baga com uma única semente com forma de tigela. A forma incomum da semente resulta da morfologia da placenta que a rodeia durante o desenvolvimento. As hanguanáceas são nativas do Sri Lanka e do sudeste da Ásia até Palau e ao norte da Austrália.

### Philydraceae
As filidráceas, em conjunto com as famílias Haemodoraceae e Pontederiaceae, são incomuns entre as Commelinidae por apresentarem um perianto que com 6 tépalas em vez das normais 3 sépalas e 3 pétalas. A disposição das folhas em tono do caule (a filotaxia) é dística. As folhas são isobifaciais-ensiformes (excepto no género Philydrella). Apresentam inflorescências pilosas, como que recobertas por uma lanugem. As flores apresentam simetria bilateral distintiva, com um único estame em posição abaxial. O verticilo externo do perianto é petalóide e mais pequeno que o verticilo interno, embora outros autores não o considerem assim. As flores das filidráceas, tal como as das restantes commelináceas, abrem por apenas um dia. São nativas da região que vai da Austrália ao sudeste da Ásia.

### Haemodoraceae
As haemodoráceas crescem tipicamente em lugares secos das regiões tropicais e temperadas quentes. As folhas são dísticas, equitantes, isobifaciais. As inflorescências são em geral cimeiras helicoidais bastante alongadas e bifurcadas. As flores apresentam tépalas em lugar de sépalas e pétalas e são de simetria bilateral ou enantióstilas. As flores apresentam ovário ínfero na maioria dos géneros. As raízes num dos grupos da família (em Haemodoroideae) apresentam uma coloração vermelha distintiva.

### Pontederiaceae
As pontederiáceas são plantas aquáticas ou de zonas húmidas, com caules esponjosos. As folhas apresentam uma base embainhante e são bem diferenciadas em pecíolo e lâmina. A lâmina apresenta múltiplas nervuras paralelas, com a lâmina da folha mais jovem a envolver o pecíolo da folhas mais velha. As flores apresentam 6 tépalas vistosas e são trístilas, enantióstilas e de simetria bilateral. As flores, como é norma no grupo, são fugazes e apenas abrem durante um dia. As inflorescências (por vezes reduzidas a uma única flor) parecem rácimos ou espigas, com duas brácteas, com uma delas, ou ambas, do tipo folioso ou envainante. As flores são azuis ou amarelas. São nativas das regiões tropicais e temperadas, especialmente do Novo Mundo. Os géneros Pontederia e Eichhornia (o "jacinto-de-água") são utilizados como plantas ornamentais aquáticas, embora o jacinto-de-água seja uma conhecida espécie infestante que invade lagos, rios de águas tranquilas, diques e barragens.